# Włodzimierz Halik
Włodzimierz Halik (ur. 1940, zm. 1 grudnia 2024 w Warszawie) – polski muzyk jazzowy, grający na kontrabasie i saksofonie basowym.

## Życiorys
Jednym z pierwszych zespołów dixielandowych, z którymi podjął współpracę Włodzimierz Halik była Warszawska Grupa Tradycyjna. W latach 1965–1980 grał w warszawskim zespole Hagaw, z którym koncertował wielokrotnie w RFN, byłym NRD, ZSRR, Czechosłowacji, a także Austrii, Portugalii, Finlandii, Szwecji, Włoszech, Szwajcarii. Po swoim odejściu w 1980 r. został zatrudniony w warszawskim Teatrze na Targówku i w Big Warsaw Band. Z big-bandem tym koncertował w RFN oraz Turcji. W latach 1985–1989 koncertował w RFN, NRD, Austrii, Francji.
W 1984 r. wraz z grupą trzech saksofonistów wziął udział w nagraniu albumu Ohyda Lady Pank (utwór Czas na mały blues), podpisując się na nim jako Halik i Banda Trzech.
Od 1990 r. grał na morskich statkach wycieczkowych pływających po Atlantyku i Pacyfiku. Odwiedził Stany Zjednoczone, Meksyk, Haiti, Puerto Rico, Barbados, Martynikę, Antiguę i wyspę Saint Thomas.
W 1992 r. związał się z Alexander's Ragtime Band, a od 1997 r. podjął pracę w Vistula River Brass Band. Od 2007 r. współpracował z zespołem Dixie Warsaw Jazzmen.
Włodzimierz Halik wielokrotnie uczestniczył w festiwalach w Sopocie i Opolu. Występował na Jazz Jamboree.
Z zespołem Hagaw nagrał 18 płyt długogrających, z tego 3 w Niemczech.